# SS Saint-Louisienne
El Association Sportive Saint-Louisienne es un equipo de fútbol de la Isla de Reunión que juega en la Primera División de la Isla de La Reunión, la liga de fútbol más importante de la isla.

## Historia
Fue fundado en 1936 en la ciudad de Saint-Louis y es uno de los equipos más grandes y exitosos de la isla, tras acumular actualmente 16 títulos de liga, 11 títulos de copa y 6 torneos de islas.
A nivel internacional ha participado en 8 torneos continentales, donde su mejor participación ha sido llegar a las semifinales en la Recopa Africana 2 veces.

## Palmarés
- Primera División de la Isla de La Reunión: 16

1958, 1963, 1964, 1965, 1966, 1967, 1968, 1969, 1970, 1982, 1988, 1997, 1998, 2001, 2002, 2012
- Copa de la Isla de La Reunión: 12

1964, 1968, 1969, 1970, 1981, 1987, 1995, 1996, 1998, 1999, 2002, 2013
- Copa DOM: 4

1989, 1998, 1999, 2002
- Copa de Campeones de Ultramar: 2

2000, 2003

## Participación en competiciones de la CAF
| Temporada | Torneo                      | Ronda            | Club                 | Casa | Visita | Global       |
| --------- | --------------------------- | ---------------- | -------------------- | ---- | ------ | ------------ |
| 1996      | Recopa Africana             | Preliminar       | Red Star             | 2-1  | 0-0    | 2-1          |
| 1996      | Recopa Africana             | 1                | Pretoria City FC     | 1-3  | 0-5    | 1-8          |
| 1997      | Recopa Africana             | 1                | Scouts Club          | 3-1  | 1-2    | 4-3          |
| 1997      | Recopa Africana             | 2                | Red Star             | 3-0  | 2-0    | 5-0          |
| 1997      | Recopa Africana             | Cuartos de final | SO Armée             | 2-0  | 1-3    | 3-3 (a)      |
| 1997      | Recopa Africana             | Semifinales      | FAR Rabat            | 2-2  | 0-3    | 2-5          |
| 1998      | Liga de Campeones de la CAF | Preliminar       | Sunrise Flacq United | 1-2  | 0-1    | 1-3          |
| 1999      | Liga de Campeones de la CAF | Preliminar       | Red Star             | 2-0  | 4-0    | 6-0          |
| 1999      | Liga de Campeones de la CAF | 1                | DSA Antananarivo     | 1-0  | 1-1    | 2-1          |
| 1999      | Liga de Campeones de la CAF | 2                | Mamelodi Sundowns FC | 4-2  | 1-1    | 5-3          |
| 1999      | Liga de Campeones de la CAF | Fase de grupos   | Dynamos FC           | 1-0  | 2-7    | 4.º lugar    |
| 1999      | Liga de Campeones de la CAF | Fase de grupos   | ASEC Mimosas         | 0-0  | 1-3    | 4.º lugar    |
| 1999      | Liga de Campeones de la CAF | Fase de grupos   | Espérance ST         | 0-2  | 0-5    | 4.º lugar    |
| 2000      | Recopa Africana             | 1                | FC Djivan            | 4-2  | 1-1    | 5-3          |
| 2000      | Recopa Africana             | 2                | Al-Merrikh SC        | 2-1  | 2-0    | 4-1          |
| 2000      | Recopa Africana             | Cuartos de final | FAR Rabat            | 1-1  | 1-1    | 2-2 (5-4 (p) |
| 2000      | Recopa Africana             | Semifinales      | Zamalek SC           | 0-0  | 0-2    | 0-2          |
| 2002      | Liga de Campeones de la CAF | 1                | Orlando Pirates FC   | 0-2  | 1-2    | 1-4          |
| 2003      | Liga de Campeones de la CAF | Preliminar       | AS ADEMA             | 3-0  | 0-1    | 3-1          |
| 2003      | Liga de Campeones de la CAF | 1                | Highlanders FC       | 1-1  | 1-3    | 2-4          |
| 2017      | Liga de Campeones de la CAF | Preliminar       | Bidvest Wits FC      | 2-1  | 1-3    | 3-4          |

## El Equipo en la Estructura del Fútbol Francés
- Copa de Francia: 5 apariciones

1994/95, 1995/96, 1996/97, 1997/98, 2002/03

### Series Ganadas
- 1994/95 SAS Epinal           1-3 AS Saint-Louisienne (ronda 7)
  - AS Saint-Louisienne 1-1 Chamois Niortais (aet, 4-2 pens), (ronda 8)
- 1995/96 AS Saint-Louisienne 1-0 La Roche-sur-Yon VF (ronda 7)
- 1997/98 AS Saint-Louisienne 2-1 La Roche-sur-Yon VF (ronda 7)